# Метановість виробок
Метановість виробок (рос. метанообильность выработок, англ. methane content of mine workings; нім. Methananreicherung f in den Grubenbauen, Methanmenge f in den Grubenbauen) — кількість метану, що виділяється з масиву гірських порід і з вироблених просторів у виробки вугільних шахт за одиницю часу (абсолютна — м³/хв.) або на 1 т вугілля, що добувається (відносна — м³/т). Відносна метановість виробок є кількісним показником небезпеки шахт за газом.
У залежності від її величини шахти поділяють на 5 категорій, включаючи надкатегорійні і небезпечні за раптовими викидами (див. газовий режим). Метановість виробок встановлюється на основі газоповітряних зйомок. Вміст метану у виробках не повинен перевищувати встановлених правилами безпеки меж. Зокрема на вихідному струмені очисних, підготовчих виробок і камер — 1 %; те ж для крила шахти — 0,75 %; на свіжому струмені очисних, підготовчих виробок і камер — 0,5 %; місцеві скупчення — не більше 2 % (в Україні). За кордоном (наприклад, у Франції, ФРН) у зв'язку з розвитком засобів автоматичного контролю і газового захисту граничний вміст метану у вихідних струменях дільниць було прийнято рівним 1,5–2,5 %.

## Прогноз метановості вугільних шахт
Прогноз метановості вугільних шахт — визначення передбачуваної метановості вугільних шахт, що проектуються або поглиблюються.
Існують три методи прогнозу:
- а) гірничостатичний — оснований на аналізі фактичних даних метановості окремих виробок або виїмкових дільниць діючих шахт та шахт в цілому за тривалий період часу;
- б) за метаноносністю вугільних пластів — як основний параметр використовується природна або залишкова газоносність порід (вугілля);
- в) розрахунковий — вхідні величини для визначення метановості виробок беруться виходячи з потенційної газоносності вугілля та усереднених значень колекторських властивостей вугілля в залежності від ступеня його метаморфізму.